# Boško Janković
Boško Janković (cyr. Бошко Јанковић, ur. 1 marca 1984 w Belgradzie) – piłkarz serbski grający na pozycji ofensywnego pomocnika.

## Kariera klubowa
Janković urodził się w Belgradzie i tam też stawiał pierwsze piłkarskie kroki w klubie FK Crvena zvezda. W 2002 roku zadebiutował w lidze serbskiej za trenerskiej kadencji Zorana Filipovicia. Liczył sobie wówczas 18 lat. Latem 2003 wypożyczono go jednak do drugoligowego FK Jedinstvo Ub, w którym to zdobył 21 goli w 28 meczach i w 2004 roku wrócił do Crvenej Zvezdy. Nowy trener zespołu Ljupko Petrović zdecydowanie postawił na młodego Boško. W sezonie 2004/2005 był on podstawowym zawodnikiem „Czerwonej Gwiazdy”. Zdobył 9 goli w lidze, a w Pucharze UEFA zasłynął bramką z rzutu wolnego w meczu z PSV Eindhoven. W 2005 roku został wicemistrzem Serbii, a w sezonie 2005/2006 wywalczył mistrzostwo kraju (w całym sezonie zaliczył 12 trafień). Za sezon 2005/2006 został wybrany Piłkarzem Roku w Serbii i Czarnogórze.
Latem 2006 za 3 miliony euro Janković przeszedł do hiszpańskiego zespołu RCD Mallorca. W Primera División zadebiutował 27 sierpnia w zremisowanym 1:1 spotkaniu z Recreativo Huelva. W 5. kolejce ligowej zdobył gola w meczu z Villarrealem, ale Mallorca przegrała 1:2. W lidze strzelił łącznie 9 bramek i wzbudził zainteresowanie menedżerów silniejszych europejskich klubów.
28 czerwca 2007 Janković podpisał kontrakt z US Palermo. Włoski klub zapłacił za niego 8 milionów euro. W Serie A zadebiutował 26 sierpnia w przegranym 0:2 domowym meczu z AS Roma. 1 września 2008 został wypożyczony do drużyny Genoa CFC. Przez cały sezon 2008/2009 rozegrał w tym klubie 25 ligowych spotkań i Genoa postanowiła wykupić Serba na stałe. W kolejnych rozgrywkach z powodu kontuzji zagrał tylko w 3 meczach. W 2013 roku odszedł z Genoi do Hellasu Werona.
| Sezon   | Klub          | Kraj      | Rozgrywki         | Mecze | Bramki |
| ------- | ------------- | --------- | ----------------- | ----- | ------ |
| 2002/03 | Crvena zvezda | Serbia    | Super liga Srbije | 13    | 3      |
| 2003/04 | Crvena zvezda | Serbia    | Super liga Srbije | 4     | 0      |
| 2003/04 | Jedinstvo     | Serbia    | 2. liga           | 28    | 21     |
| 2004/05 | Crvena zvezda | Serbia    | Super liga Srbije | 28    | 9      |
| 2005/06 | Crvena zvezda | Serbia    | Super liga Srbije | 26    | 12     |
| 2006/07 | Crvena zvezda | Serbia    | Super liga Srbije | 2     | 0      |
| 2006/07 | RCD Mallorca  | Hiszpania | Primera División  | 28    | 9      |
| 2007/08 | US Palermo    | Włochy    | Serie A           | 26    | 2      |
| 2008/09 | US Palermo    | Włochy    | Serie A           | 1     | 0      |
| 2008/09 | Genoa CFC     | Włochy    | Serie A           | 25    | 4      |
| 2009/10 | Genoa CFC     | Włochy    | Serie A           | 3     | 0      |
| 2010/11 | Genoa CFC     | Włochy    | Serie A           | 6     | 0      |
| 2011/12 | Genoa CFC     | Włochy    | Serie A           | 30    | 6      |
| 2012/13 | Genoa CFC     | Włochy    | Serie A           | 19    | 4      |
| 2013/14 | Hellas Verona | Włochy    | Serie A           | 18    | 2      |
| 2014/15 | Hellas Verona | Włochy    | Serie A           | 18    | 1      |
| 2015/16 | Hellas Verona | Włochy    | Serie A           | 15    | 1      |

## Kariera reprezentacyjna
W latach 2004–2007 Janković występował w młodzieżowej reprezentacji Serbii i Czarnogóry U-21. W 2007 roku wystąpił na Mistrzostwach Europy U-21, na których zdobył gola w meczu z Czechami (1:0). Wraz z rodakami dotarł do finału i wywalczył srebrny medal. Mianowano go do najlepszej jedenastki turnieju.
W pierwszej reprezentacji Serbii zadebiutował 15 listopada 2006 roku w zremisowanym 1:1 towarzyskim spotkaniu z Norwegią. Pierwszego gola w kadrze zdobył 8 marca 2007, a Serbowie zremisowali 1:1 z Portugalią.
Wraz z reprezentacją Janković awansował na mundial 2010.